# Ali Habib Mahmud
Ali Habib Mahmud (en árabe: علي حبيب محمود) (Tartús; 1 de enero de 1939-Damasco; 20 de marzo de 2020) fue un oficial del ejército sirio que fue ministro de Defensa de Siria desde junio de 2009 hasta agosto de 2011. Formó parte del círculo íntimo de Assad. En septiembre de 2013, la oposición siria anunció que desertó y ahora se queda en Turquía.

## Primeros años y estudios
Mahmud nació en el seno de una familia alauí el 1 de enero de 1939 en Tartús y se unió al ejército en 1959. En 1962, se graduó de la academia militar.

## Carrera
Mahmud luchó en la guerra de octubre de 1973 contra Israel. También dirigió sus fuerzas contra las tropas israelíes invadiendo el Líbano en 1982, estuvo al mando de la séptima de infantería mecanizada en 1985.

## Fallecimiento
Falleció el 20 de marzo de 2020 a los ochenta y un años en el hospital de la Universidad de Al Assad en Damasco.